# Clodia de rege ptolemaeo et de exsulibus byzantinis
Clodia de rege ptolemeo et de exulibus byzantinis va ser una llei romana establerta a proposta del tribú de la plebs Publi Clodi Pulcre l'any 696 de la fundació de Roma (58 aC) quan eren cònsols Luci Calpurni Pisó Cesoní i Aule Gabini. Establia la conversió del regne de Xipre en província romana. El seu rei Ptolemeu de Xipre, vestit amb les insígnies reials i assegut al tron, havia de ser deposat i tots els seus béns adjudicats a l'erari. També establia també que Marc Porci Cató Uticense, acompanyat d'un qüestor i amb facultats de pretor, aniria a l'illa per vendre els béns reials i portar a Roma el producte de la venda. La llei també establia que els habitants de Bizanci que havien estat desterrats tornarien a la seva ciutat sota la protecció de Roma.